# Eremurus tauricus
Eremurus tauricus là một loài thực vật có hoa trong họ Thích diệp thụ. Loài này được Steven miêu tả khoa học đầu tiên năm 1832.